# Университет Нанси
Университет Лотарингии (фр. Université de Lorraine) — центр исследований и сотрудничества между университетами Нанси. Включает Университет Анри Пуанкаре (Нанси I), Университет Нанси II и Национальный политехнический институт Лотарингии. Вместе с Университетом Меца образует Европейский университетский центр Лотарингии. 50 000 студентов.